# Cultura di Walternienburg-Bernburg

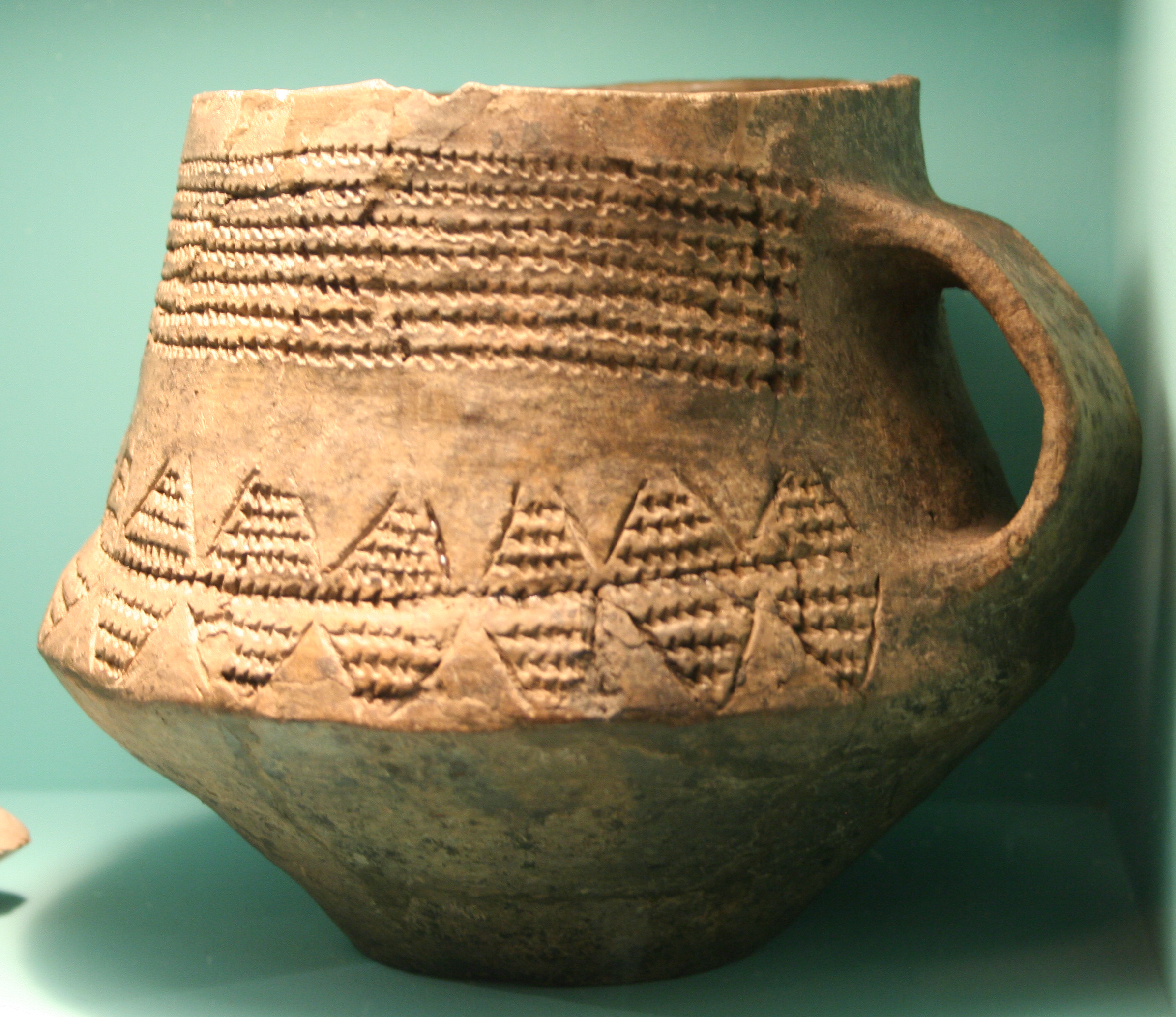
Ceramica della cultura di Walternienburg

La cultura di Walternienburg-Bernburg fu una cultura tardo neolitica datata al 3200-2800 a.C., concentrata nella moderna regione della Sassonia-Anhalt, in Turingia e Franconia.
Si tratta in realtà di due gruppi regionali separati, quello di Walternienburg e quello di Bernburg che interagirono strettamente tra loro. Entrambi prendono il nome da dei luoghi di sepoltura nella Sassonia-Anhalt. Alfred Götze identificò il tipo Bernburg nel 1892 e quello di Walternienburg nel 1911. Nils Åberg li collega tra loro come cultura di Walternienburg-Bernburg, culture strettamente connesse o completamente integrate. Questa ipotesi non è più valida, dal momento che i due gruppi hanno chiaramente pratiche funerarie e di sepoltura distinte. Le primi grandi tombe in pietra attribuite alla cultura di Walternienburg sono oggi assegnate alla cultura di Tiefstichkeramik e la forma della ceramica appartenente alla cultura Walternienburg dimostra che era parte della tradizione di Tiefstichkeramik.
Gli insediamenti in villaggi e cittadelle fortificate erano piuttosto diffusi. La base dell'economia era costituita dall'agricoltura (emmer, farro, orzo e lino) e dall'allevamento di bovini, pecore, capre, maiali, cani e cavalli.